# Langley, Norfolk
Langley var en civil parish fram till 1935 när den uppgick i civil parish Langley with Hardley, i grevskapet Norfolk i England. Civil parish var belägen 10 km från Acle och hade 270 invånare år 1931. Byn nämndes i Domedagsboken (Domesday Book) år 1086, och kallades då Langale /North Langale.

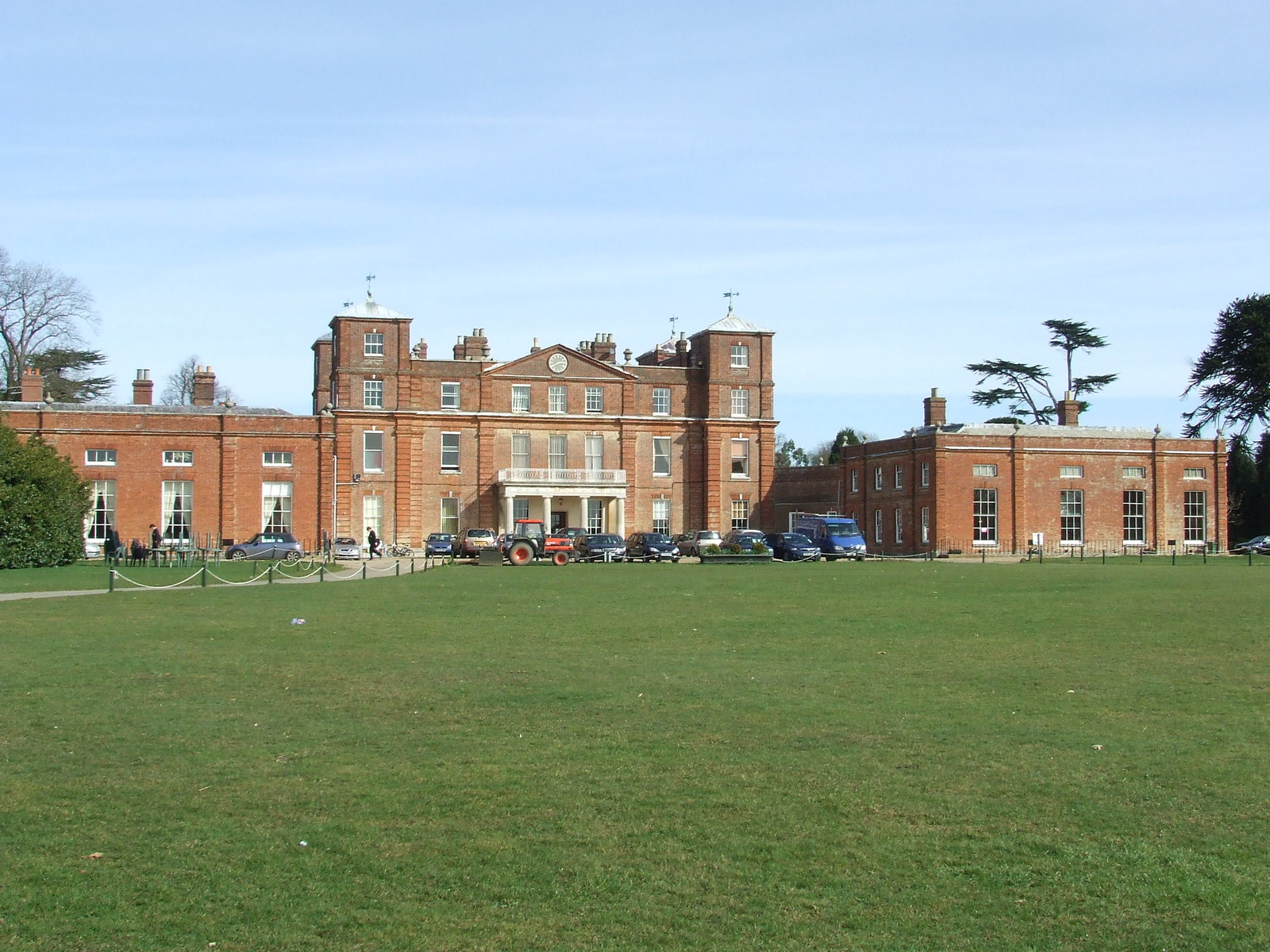